# Okres Poddębice
Okres Poddębice (polsky Powiat poddębicki) je okres v polském Lodžském vojvodství. Rozlohu má 880,91 km² a v roce 2020 zde žilo 40 906 obyvatel. Sídlem správy okresu je město Poddębice.

## Gminy
Městsko-vesnické:
- Poddębice
- Uniejów

Vesnické:
- Dalików
- Pęczniew
- Wartkowice
- Zadzim

## Města
- Poddębice
- Uniejów

## Sousední okresy
| Růžice kompasu | Koło, Turek | Koło            | Łęczyca         | Růžice kompasu |
| Růžice kompasu | Turek       | Sever           | Zgierz          | Růžice kompasu |
| Růžice kompasu | Turek       | Okres Poddębice | Zgierz          | Růžice kompasu |
| Růžice kompasu | Turek       | Jih             | Zgierz          | Růžice kompasu |
| Růžice kompasu | Sieradz     | Zduńska Wola    | Pabianice, Łask | Růžice kompasu |